# Cova de Sirgenstein
La petita Cova de Sirgenstein (en alemany: Sirgensteinhöhle) és a 565 m sobre el nivell de la mar dins del Sirgenstein, una roca calcària de 20 m d'altura. La cova es troba a la vall de l'Ach (Blau) al Jura de Suàbia central, al sud d'Alemanya.
L'arqueòleg R. R. Schmidt excavà el jaciment al 1906, i hi va identificar presència humana prehistòrica. Va registrar la seqüència estratigràfica d'origen paleolític i neolític. En el seu estudi del 1910, Schmidt va inspirar els futurs arqueòlegs amb el concepte pioner d'incloure el jaciment excavat dins de la seua regió geogràfica, contextualitzant-lo dins d'un ampli espectre científic, i correlacionà l'estructura de les capes de Sirgenstein amb les dels jaciments prehistòrics de l'estat francés.

## Jaciment
La Cova de Sirgenstein és, a més a més d'un dels jaciments més coneguts de Hohle Fels i Geissenklösterle, una de les tres coves que contenen indicis de presència humana prehistòrica. És a la vall del riu Ach, a una distància de 5 km entre el poble de Schelklingen i el de Blaubeuren, a uns 20 km a l'oest de la ciutat d'Ulm, a Baden-Württemberg.
L'entrada a la cova, de 6 m d'ample, és davall d'un sortint de roca i s'obri cap al sud-oest i en un parell d'obertures del sostre a l'extrem contrari. La longitud total és de 40 m, l'amplària d'uns 5 m i una alçada mitjana de 3 a 4 m. A la cara sud de la roca calcària de Sirgenstein hi ha un abric rocós (Abri). L'anàlisi dels sediments mostraren fases d'ocupació temporal de grups de caçadors magdalenians.
El document escrit més antic conegut sobre el jaciment és en Història Suevorum (1488) del clergue dominicà Felix Fabri. Oscar Fraas, un altre clergue i científic del segle xix, format en la Universitat de Tübingen, realitzà els estudis sistemàtics de la zona el 1866.

## Estratigrafia
Schmidt, que va fer excavar el jaciment a l'estiu i tardor del 1906, n'acabà l'estudi el 1910 i va publicar al 1912 La prehistòria diluvial d'Alemanya (Die diluviale Vorzeit Deutschlands). En una síntesi de les seues dades de camp i de l'estat contemporani de la recerca, abordà qüestions arqueològiques de manera interdisciplinària i situà la recerca de la Cova de Sirgenstein en el context de les coves del riu Ach, el Jura de Suàbia i Europa. També va articular correlacions entre els registres francesos i alemanys de la prehistòria humana, biològica i cultural.(2) Schmidt va dividir els sediments de la Cova de Sirgenstein en vuit (I a VIII) estrats rellevants i un d'estèril. Tot i que estratigràficament són coherents, les cultures més recents dels estrats del Paleolític superior van rebre un aclariment.
- VIII i VII: els estrats més baixos del Paleolític mitjà amb material de conjunts culturals mosterians neandertals. Els objectes lítics i les eines de pedra es van tornar a datar el 1996; la nova anàlisi dels sediments indiquen que aquestes capes representen un sol horitzó.
- Sense etiqueta: una capa fina i arqueològicament estèril, que contenia microfauna àrtica de petits rosegadors, separa els dipòsits més fondos del Paleolític mitjà mosterià dels sediments del Paleolític superior aurinyacià.
- VI, V i IV: capes del Paleolític superior de la cultura aurinyaciana que contenen eines d'os i de pedra, fulles retocades, gúbies, rascadors de punta de nas, objectes de vori, puntes de fletxa i grans de vori perforats. Entre els fòssils d'animals destaquen el rinoceront llanut, el lleó de les cavernes, el cérvol i el llop. Restes dentals d’Homo sapiens molt escasses, un ullal i dos molars corresponen a dos individus.
- III, II i I: incorrectament etiquetades per Schmidt com a proto-solutrianes, les capes III i II més tard s'assignaren correctament a la cultura gravetiana, que a part de fragments ossis i objectes de vori, a penes contenia estris de pedra. El ren, el cavall i la llebre en són els més abundants.
- La capa superior I es va re-atribuir a la cultura magdaleniana. Contenia gúbies, trepants, rascadors i puntes de sageta fragmentades fetes amb astes i vori. Entre els fòssils animals hi ha rens, cavalls, llebres, galls fers, óssos de les cavernes, mamuts i un petit nombre de restes de cabres dels Alps.
- Els sediments no etiquetats dipositats durant l'edat del bronze i l'edat del ferro cobreixen la seqüència prehistòrica.
- La datació per espectrometria de masses amb accelerador de mostres de puntes òssies de les capes aurinyaciana i gravetiana amb una antiguitat d'entre 30.000 i 27.000 anys confirmà la coherència de les correccions culturals posteriors.[8]

## Refugi de roca
Excavat el 1937 per Gustav Riek, l'abric rocós (Abri) de la cara sud del Sirgenstein té uns 2,5 m d'amplada, 1,5 m de fondària i és a uns 7 m per sobre del jaciment de la cova. El reduït nombre d'estris de pedra i restes d'animals recuperats recolza la idea d'un ús ocasional durant el període magdalenià tardà.

## Ocupació humana

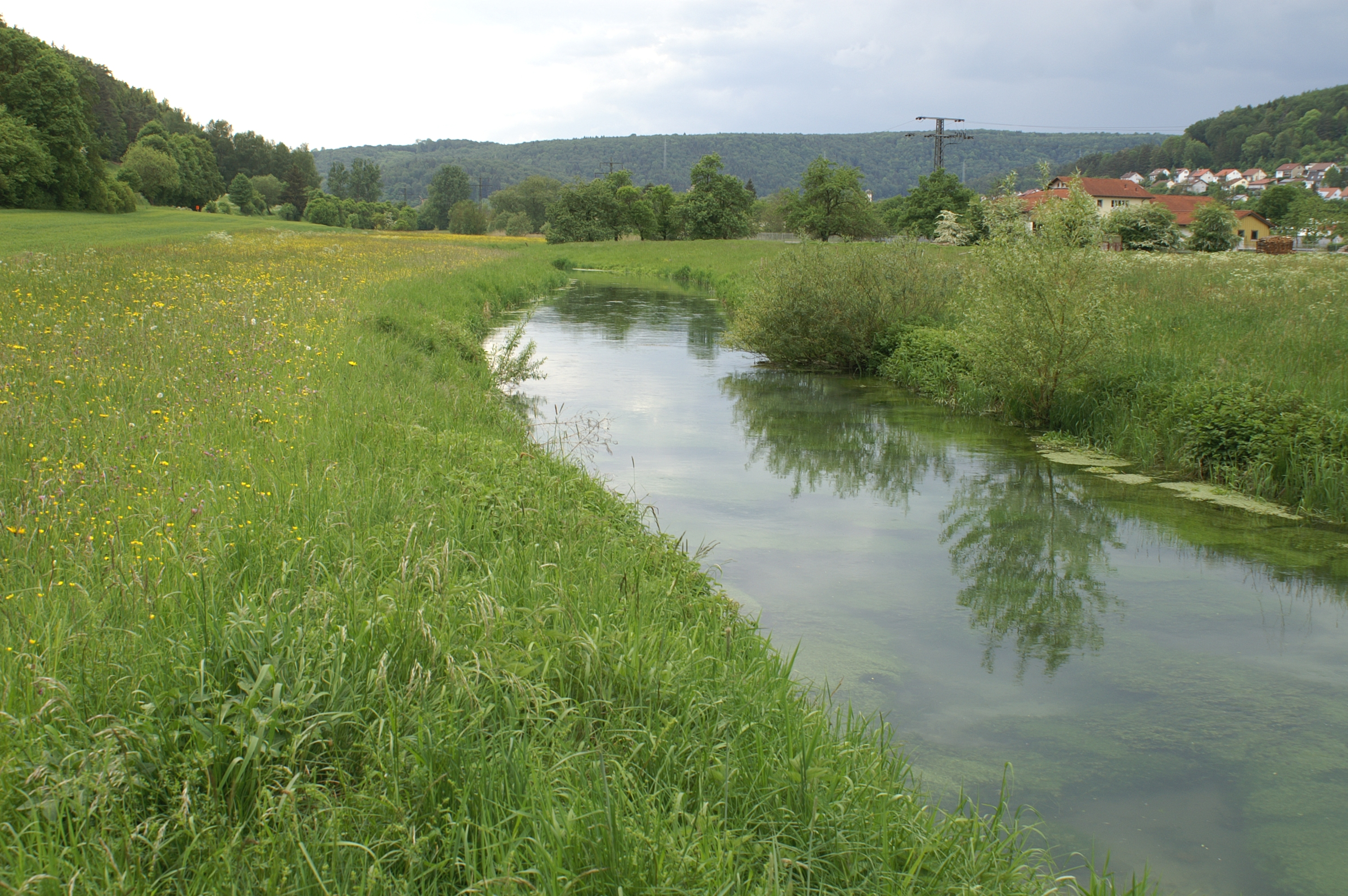
Vall del riu Ach, a prop de Schelklingen

Els humans van ocupar sobretot l'entrada de la cova, on col·locaren preferentment fumerals i llars durant tota l'ocupació. Les petjades més antigues d'activitat humana de fa 50.000 i 35.000 anys són les xemeneies neandertals i les fosses amb ossos carbonitzats, que s'havien esqueixat per a extraure'n la medul·la. Les eines de pedra es feien amb materials autòctons. L'estudi de les restes juvenils entre els fòssils de cavalls salvatges feu concloure a Schmidt que el jaciment només s'habitava a l'hivern.
Una fina capa de sediments sense rastres de presència humana indica que Sirgenstein no era un indret on els neandertals cediren a la sobtada intrusió dels Homo sapiens.
La següent seqüència cultural aurinyaciana es caracteritza per les puntes d'os amb bases simples i nombrosos rascadors terminals. Les dates per espectrometria per a l'aurinyacià de Sirgenstein obtingudes el 2003 són de fa uns 27.000 anys per a la capa V i de 30.500 anys per a la capa VI. Aquests períodes són més recents que els de l'aurinyacià de Geissenklösterle, distant només 5 km. A Sirgenstein no hi ha figuretes de vori ni altres peces d'art abstractes individuals per les quals l'àrea és ben coneguda, però sí que hi ha objectes de decoració personal com ara grans de vori perforats. Les parts interiors de la cova s'utilitzaren només després del darrer període glacial, a partir del magdalenià.

## Dipòsits de fauna
El paleontòleg de la Universitat de Tübingen E. F. Koken en feu una anàlisi faunística el 1912, però no en publicà cap llista quantitativa i més aviat organitzà l'aparició de les espècies en categories poc fiables, com ara "comuna" o "molt comuna". Alguns investigadors van informar el 2004, que un intent de reanalitzar i quantificar els fòssils de fauna de les capes del paleolític mitjà havia fracassat, perquè molts fòssils que Schmidt havia esmentat en el seu estudi havien desaparegut de les col·leccions de la Universitat de Tübingen. Schmidt havia escrit, la qual cosa ja no es pot pas confirmar, que el 90% de les restes de les capes del Paleolític mitjà eren fòssils d'óssos de les cavernes, el cavall salvatge era la segona espècie més abundant, seguit del ren i el cérvol gegant. El mamut està representat per un fragment d'ullal procedent d'un únic individu juvenil. Com molts dels ossos grans, inclosos els dels óssos de les cavernes, estaven trencats o mostraven marques de tall i fractures per impacte, Schmidt entengué que tots aquests animals foren caçats pels humans.
En una anàlisi i estudi morfològic i biomètric del 2002 al 2012 sobre la migració i extinció d'espècies del Plistocé europeu, un equip de Tübingen va reconstruir un procés evolutiu als jaciments de la vall de l'Ach, Hohle Fels, Geissenklösterle i Sirgenstein, observant la substitució entre les espècies d'óssos de les cavernes de l'Ursus spelaeus per lUrsus ingressus. Segons l'anàlisi de l'ADN mitocondrial dels fòssils, la darrera aparició de lUrsus spelaeus data de fa uns 31.500 anys, mentre que el registre més antic d'un sol exemplar dUrsus ingressus data de fa 36.300 anys. Només fa uns 32.000 anys comencen a aparéixer de nou fòssils dUrsus ingressus de diferents haplotipus d'ADNmt. El lapse de cinc-cents anys fins a la desaparició definitiva dUrsus spelaeus, fa uns 31.500 anys, es considera la principal fase d'intrusió i substitució dUrsus ingressus.